# ميستي ماي ترينور
ميستي ماي ترينور (Misty May-Treanor) هي لاعبة أولمبية لرياضة كرة طائرة من الولايات المتحدة. شاركت في الأولمبياد الصيفي في 2004–2012، وفازت بما مجموعه 3 ميداليات.

## حياة شخصية
ولدت «ميستي» سنة 1977 في لوس أنجلوس وكبرت في كوستا ميسا بكاليفورنيا، أمها «باربرا ني كراب» لاعبة كرة مضرب مصنفة عالميا، وأبوها «بوتش ماي» كان عضوا في الفريق الوطني الأمريكي للرجال للكرة الطائرة سنة 1968. أخوها «براك» شيف ظهر في حلقة من برنامج «شوبد»، وخالتها «بيتي» لاعبة كرت مضرب محترفة سابقة، مما يجعل «ميستي» ابنة خالة لاعب كرة المضرب المحترف «تيلر دينت». كبرت تلعب الكرة الطائرة الشاطئية مع والديها برصيف سانتا مونيكا البحري، وفي سن الثامنة شكلت فريقا مع أبيها لتلعب أول بطولة لها في الكرة الطائرة الشاطئية. في طفولتها كانت مربيتها هي «كارش كيرلي». لعبت «ماي» كرة القدم وكرة المضرب أيضا،

## الميداليات
| ذهب | فضة | برونز | المجموع |
| 3   | 0   | 0     | 3       |

## روابط خارجية
- ميستي ماي ترينور على موقع IMDb (الإنجليزية)
- ميستي ماي ترينور على موقع الموسوعة البريطانية (الإنجليزية)
- ميستي ماي ترينور على موقع إن إن دي بي (الإنجليزية)
- ميستي ماي ترينور على موقع قاعدة بيانات الفيلم (الإنجليزية)
- ميستي ماي ترينور على موقع الاتحاد الدولي beach volleyball database (الإنجليزية)
- ميستي ماي ترينور على موقع قاعدة بيانات الكرة الطائرة الشاطئية (الإنجليزية)
- ميستي ماي ترينور على موقع اللجنة الأولمبية الدولية (الإنجليزية)
- ميستي ماي ترينور على موقع أوليمبيديا (الإنجليزية)
- ميستي ماي ترينور على موقع اللجنة الأولمبية والبارالمبية الأمريكية (الإنجليزية)